# 밑보리멸과
밑보리멸과 또는 심해가시장어과(Notacanthidae)는 밑보리멸목에 속하는 조기어류 분류군의 하나이다. 저생성의 심해어류로 전세계에서 발견되며 수심 125m와 3,500m 사이에서 서식한다. 3속 10종으로 이루어져 있다. 학명은 "뒷쪽"을 의미하는 그리스어 "norton"과 "가시"를 의미하는 "akantha"의 합성어에서 유래했다.

## 하위 속
- Lipogenys
- 노타칸투스속 (Notacanthus)
- Polyacanthonotus
- † Pronotacanthus